# Gezichtsvermogen
Gezichtsvermogen is het vermogen van een organisme om belichte objecten waar te nemen, veelal driedimensionaal en in kleur. De mens ziet kleuren in het spectrum van rood tot violet. Het oog is het orgaan van het gezichtsvermogen. Waarnemen met dit zintuig heet zien.
Het woord 'gezichtsvermogen' wordt ook gebruikt als omvattende term voor een aantal parameters:
- Het vermogen om objecten voldoende scherp te zien. Dit is de eigenlijke visus.
- Het vermogen om objecten in de periferie van het netvlies ('vanuit de ooghoek') te zien.
- Het vermogen om kleuren waar te nemen.
- Het vermogen om diepte te zien.
- Het vermogen om de ogen met de oogspieren in alle richtingen te bewegen.
- Het vermogen om zonder refractiefout afbeeldingen op het netvlies te projecteren.
- Het vermogen om goed te accommoderen.

## Functie van het gezichtsvermogen
De functie van het gezichtsvermogen is het zich kunnen oriënteren in de belichte wereld doordat objecten licht terugkaatsen op verschillende helderheidsniveaus, in verschillende patronen en in verschillende kleuren. Informatie uit dit zintuig wordt gecombineerd met informatie van de proprioceptie, de tastzin en het evenwichtsorgaan om een compleet beeld van de plaats van het organisme in de omvattende objectenwereld te kunnen bepalen.

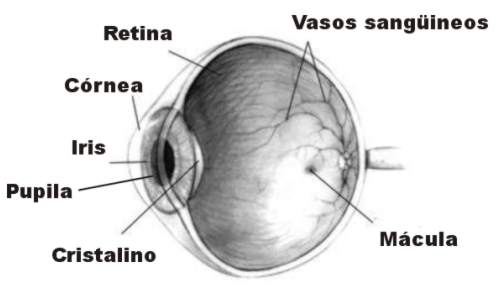
schema van het oog

## Werking van het gezichtszintuig
De lichtgevoelige receptoren van het gezichtsvermogen (de staafjes en de kegeltjes) bevinden zich achter het netvlies van het oog, of de ogen. Het oog of de ogen zitten op hun beurt bij veel organismen aan de voorzijde van het hoofd, maar soms ook elders, bijvoorbeeld op de poten. Bij meer dan één oog, is het mogelijk om driedimensionaal te kijken.
Licht valt het oog binnen door het hoornvlies en de voorste oogkamer, via de als diafragma werkende pupil van de iris en via de achterste oogkamer, geprojecteerd door de ooglens en passerend door het glasachtig lichaam op de lichtgevoelige receptoren achter het netvlies. Daar worden de lichtindrukken omgevormd tot actiepotentialen in de gezichtszenuw.

## Het visuele systeem in de hersenen

Het visuele systeem in de hersenen.

### Het primaire systeem
Een groot deel van de hersenen heeft een functie bij de verwerking van de prikkels die het netvlies afgeeft. Zien is net zo veel een functie van het zenuwstelsel als van de ogen.
- Netvlies. In het netvlies worden (analoge) visuele prikkels omgezet in (digitale) actiepotentialen, elektrische prikkels in de receptor(zintuig)cel. Deze omzetting vindt plaats door middel van een chemische reactie in de cel(de staafjes en de kegeltjes). Deze actiepotentiaal wordt overgedragen op ganglioncellen.
- De uitlopers van deze cellen vormen de nervus opticus, de gezichtszenuw. Deze verlaat het oog via de blinde vlek.
- De twee gezichtszenuwen ontmoeten elkaar in het chiasma opticum, waar de vezels die afkomstig zijn van het aan de kant van de neus gelegen netvlies elkaar kruisen. In de hersenen wordt  dus het beeld dat beide ogen van rechts, dan wel van links krijgen met elkaar gecombineerd, waardoor driedimensionaal (diepte)zien mogelijk wordt. Vandaar lopen de zenuwvezels als tractus opticus verder
- In het corpus geniculatum laterale, een onderdeel van de hersenkern de thalamus, wordt de actiepotentiaal overgebracht op een volgend neuron. Hierbij wordt de informatie verder georganiseerd, zo worden de beelden van de beide ogen gecombineerd.
- Van hieraf waaieren de zenuwcellen breed uit als radiatio optica en bereiken de primaire visuele hersenschors, helemaal achter in de schedel (occipitaal) gelegen, waar men zich de prikkel bewust wordt; ook wel area 17 of area striata genoemd.
- Andere zenuwcellen schakelen over in het gebied van de  colliculi superiores, een deel van de hersenstam, op zenuwcellen die via de nervus oculimotorius, nervus trochlearis en de nervus abducens de oogspieren en de pupilverwijding (nervus oculimotorius) reguleren.
- Weer andere celuitlopers van dit gebied lopen naar het ruggenmerg. Deze cellen maken snelle reflexen mogelijk, nog voor je bewust ziet wat er aan de hand is, heeft je lichaam al gereageerd. De tijd die een prikkel vanaf het netvlies nodig heeft om de schors te bereiken is 0,1 seconde.
- Daaromheen ligt de geassocieerde visuele hersenschors, area 18, die het mogelijk maakt patronen te herkennen. Area 19 krijgt impulsen van area 18 en van het corpus geniculatum laterale, deels via de thalamus. Van daar uit worden er verbindingen gelegd met geheugen, gezichtsherkenning enzovoorts.

### Dorsaal en ventraal systeem
Bron: liv.ac.uk
- Via het dorsale systeem gaan er prikkels naar de bovenkant van het brein (de pariëtale gedeelten), de voorste gedeelten (de frontale hersenschors) en naar de primaire motorische schors (gyrus praecentralis/sulcus centralis) die de spieren aanstuurt. De frontale schors neemt de beslissing waar je naar kijkt, de pariëtale schors is nodig om je blik bewust ergens op te richten.
- Via het ventrale systeem komt de prikkel bij de temporale kwabben, de slaapkwabben van de hersenen uit. Hier bevindt zich een database van vormen, figuren, bekende gezichten enzovoorts.

### Cerebrale blindheid, CVI
Behalve door oogziekte of oogbeschadiging kan een mens ook slechtziend of blind zijn door beschadiging van het zenuwstelsel. Dit kan variëren van halfzijdige blindheid, bijvoorbeeld niet zien wat er van rechts aankomt, tot CVI, waarbij de patiënt niet kan verwerken wat zijn ogen hem vertellen en de patiënt de blik niet richt.

## Soorten waargenomen lichtprikkels
Er zijn twee soorten lichtprikkels: Licht met kleurtonen en licht met grijstonen. In beide gevallen worden er fotonen omgezet in actiepotentialen door gespecialiseerde receptoren.
 Lichtprikkels met kleurtonen activeren de in kleuren gespecialiseerde lichtgevoelige receptoren, de kegeltjes, die zich vooral in het midden van het netvlies bevinden, op de gele vlek. Er zijn drie typen kegeltjes: Kegeltjes die gevoelig zijn voor grofweg blauw, groen en rood licht. In de hersenen worden deze primaire kleuren gemengd tot de gepercipieerde werkelijke kleur. De kegeltjes werken alleen bij voldoende lichtsterkte.
 Lichtprikkels met grijstonen activeren de in grijstinten gespecialiseerde lichtgevoelige receptoren, de staafjes, die zich vooral naast het midden van het netvlies bevinden. De staafjes zijn in schemeromstandigheden nuttig voor het organisme om zich nog te kunnen oriënteren.

## Meten van het gezichtsvermogen
Om de visus te bepalen kan gebruik worden gemaakt van de Snellenkaart. Deze letterkaart is ontwikkeld door de Nederlandse oogarts Herman Snellen. Met deze kaart kan bepaald worden of de visus afwijkt ten opzichte van de gemiddelde gezichtsscherpte. Als bijvoorbeeld op een afstand van 6 meter de referentie-letters voor 6 meter gelezen kunnen worden, dan is de visus in ieder geval gelijk aan 1. Kan iemand nog kleinere letters lezen dan is de visus groter dan 1. 1,5 komt wel voor bij jonge gezonde mensen. Het is onjuist de visus in procenten aan te willen geven, zoals wel vaak gebeurt. Iemand met een visus van 0,5 is niet 'half blind': hij of zij heeft op een afstand waarop een ander een 1 mm grote letter nog kan lezen, een 2 mm grote letter nodig.
Voor kleurwaarneming bestaan andere testkaarten, ook voor dieptezien zijn testmethoden. Voor de oogbewegingen volstaat een eenvoudig klinisch onderzoek meestal. Voor de gezichtsveldbepaling zijn eenvoudige methoden die zonder apparatuur uit te voeren zijn en automatische apparaten die een meer gekwantificeerd resultaat geven.
gezicht · gehoor · reuk · smaak · tast · evenwicht · proprioceptie · thermoceptie · nociceptie · interoceptie